# Benjamin Bradley (diễn viên phim khiêu dâm)
Benjamin Bradley là một diễn viên phim khiêu dâm đồng tính người Mỹ. Anh thường xuyên xuất hiện trong nhiều bộ phim và tạp chí đồng tính. Bradley đồng thời còn là người phát ngôn cho nhãn hiệu quần lót Ginch Gonch.

## Sự nghiệp
Anh được sinh ra và lớn lên tại phía Bắc tiểu bang Washington gần Seattle, Bradley đã bắt đầu bước chân vào nghề người mẫu vào đầu năm 2005, khi anh đang học đại học khoa thiết kế đồ họa. Nhưng sau đó, anh đã chuyển sang lĩnh vực điện ảnh người lớn cùng bạn trai hiện tại của mình, Roman Heart. Anh là một người mẫu chính thức của hãng Channel 1 Releasing và trở thành người phát ngôn cho hãng đồ lót Ginch Gonch đầu năm 2007. Ngoài ra, anh còn là người ủng hộ đồng tính khắp nước Mỹ, Canada và thường xuyên xuất hiện tại các hộp đêm để ký tặng người hâm mộ.
Hiện nay anh đang sống tại Las Vegas, Nevada

## Giải thưởng và đề cử
Giải thưởng
- Giải thưởng Grabby Awards cho:[5]
  - Cảnh liếm lỗ Hậu môn Xuất sắc Nhất trong "Tread Heavy" (cùng Jeremy Bilding)
  - Trang web của Ngôi sao phim Khiêu dâm Xuất sắc Nhất RomanAndBenjamin.com (cùng Roman Heart)

Đề cử
- Đề cử giải GayVN Awards 2005 cho Diễn viên Mới Xuất sắc.[6]
- Đề cử giải Grabby Awards 2005 cho:[7]
  - Cảnh làm tình Xuất sắc Nhất trong "Bootboy" (Rascal Video) với Matt Cole
  - Cảnh làm tình Xuất sắc Nhất trong "Delinquents" (All Worlds Video) với Johnny Hazzard
  - Con Cu (cock) Đẹp Nhất
  - Diễn viên Xuất sắc Nhất
- Đề cử giải GayVN Awards 2007 cho:[8]
  - Diễn viên Xuất sắc Nhất
  - Cảnh làm tình Xuất sắc Nhất với Johnny Hazzard trong "Delinquents" (All Worlds Video)
- Đề cử giải GayVN Awards 2010 cho Cảnh làm tình Xuất sắc Nhất trong "Thread Heavy" (với Nelson Troy)[9]
- Đề cử giải XBiz Awards 2011 cho Diễn viên Đồng tính của Năm[10]
- Đề cử giải Grabby Awards 2011 cho:
  - Cảnh làm tình Xuất sắc Nhất trong "Bootboy" (Rascal Video) (với Matt Cole)
  - Diễn viên Linh hoạt Nhất[11]
  - Cảnh liếm mạnh lỗ Hậu môn Nóng bỏng Nhất trong "Lotus" (với Brian Hanson)[12]

## Những bộ phim đáng chú ý
Những bộ phim ở dưới là những bộ phim có số điểm đánh giá cao nhất trên trang Gay Erotic Video Index Lưu trữ ngày 19 tháng 9 năm 2008 tại Wayback Machine.
| Phim                                                                         | Năm  |
| ---------------------------------------------------------------------------- | ---- |
| The Best of Roman Heart Lưu trữ ngày 21 tháng 4 năm 2010 tại Wayback Machine | 2004 |
| Cross Country Lưu trữ ngày 23 tháng 4 năm 2010 tại Wayback Machine           | 2005 |
| Boot Boy Lưu trữ ngày 23 tháng 4 năm 2010 tại Wayback Machine                | 2006 |
| Tackle Lưu trữ ngày 23 tháng 4 năm 2010 tại Wayback Machine                  | 2009 |